# Saratovka
Saratovka (in armeno Սարատովկա?) è un comune di 428 abitanti (2001) della Provincia di Lori in Armenia.